# Packy (voi)
Packy (sinh ngày 14 tháng 4 năm 1962 - mất ngày 9 tháng 2 năm 2017) là một con voi châu Á sinh sống tại Sở thú Oregon (thời điểm nó sinh ra, sở thú này mang tên Vườn bách thú Portland) ở Portland, bang Oregon, Hoa Kỳ. Nó trở nên nổi tiếng vì là con voi đầu tiên được sinh ra ở Tây bán cầu trong vòng 44 năm. Vào thời điểm qua đời, Packy là con voi đực châu Á già nhất Bắc Mỹ. Với chiều cao đo từ vai ở mức 10 feet 6 inch (3,20 m) và chiều cao tổng thể hơn 12 feet (3,7 m) khi đứng thẳng, Packy cũng là một trong những con voi cao nhất ở Hoa Kỳ và có lẽ là một trong những con voi cao nhất toàn cầu.

## Gia đình
Mẹ của Packy là voi Belle, sinh tại Thái Lan vào khoảng năm 1952. Cha của Packy tên là Thonglaw, sinh tại Campuchia vào khoảng năm 1947. Cả hai bị bắt và đưa đến cho Morgan Berry, một huấn luyện viên voi tại Seattle, bang Washington vào năm 1959. Belle có thai với Packy vào ngày 19 tháng 7 năm 1960, tại Sở thú Công viên Woodland. Vào tháng 12 năm 1961, các nhân viên tại Sở thú Portland lúc đó đã biết Belle mang thai nhưng họ quyết định không công bố tin này cho đến khi nó sinh con. Tháng 1 năm 1962, nhận thấy Belle bị cho đi lao động nặng nhọc, nhân viên sở thú quyết định công bố tin này. Người dân Portland biết về việc Belle mang thai thông qua một bài báo của Oregonia và họ háo hức dự đoán về việc này.
Vào đêm khuya ngày 13 tháng 4, Belle chuyển dạ. Vào ngày 14 tháng 4 năm 1962, lúc 5 giờ 58 phút sáng, sau 21 tháng mang thai và năm giờ chuyển dạ, Belle sinh ra một con voi đực con. Mười ngày sau, với kết quả từ một cuộc thi đặt tên được tài trợ bởi một đài phát thanh địa phương, chú voi con này đã được đặt tên là "Packy".
Sự ra đời của voi con nhận được sự chú ý của truyền thông quốc tế và tạp chí Life đã dành 11 trang cho Packy trong số ra ngày 11 tháng 5 năm 1962. Du khách từ khắp nơi trên thế giới đã đến Portland để xem chú voi con nổi tiếng. Sở thú Portland đã lập kỷ lục số người tham quan đông nhất vào năm 1962, với hơn 1 triệu du khách, một con số không thể vượt qua cho đến 27 năm sau (1989).
Một số rạp xiếc và sở thú muốn mua Belle và Packy, nhưng huấn luyện viên Morgan Berry, đã từ chối tất cả các đề nghị, ngoại trừ lề đề nghị từ Portland. Sau khi người dân Portland quyên góp đủ số tiền 30.000 đô la và chốt mua, Berry quyết định tặng Thonglaw và một con voi cái khác mang tên Pet để chúng được chung sống với nhau.